# 巴拉巴草原

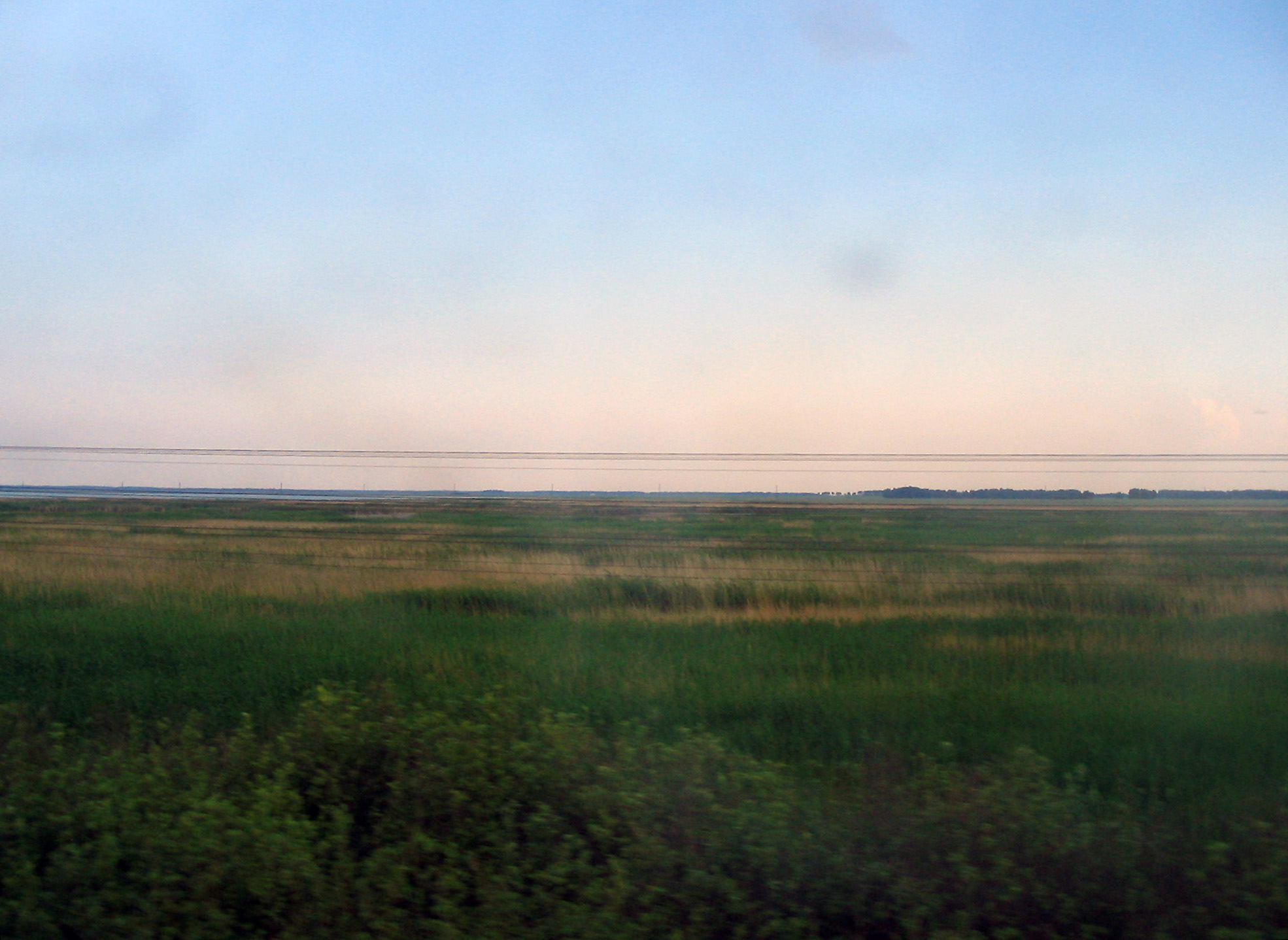
火车车窗外所看到的巴拉巴草原

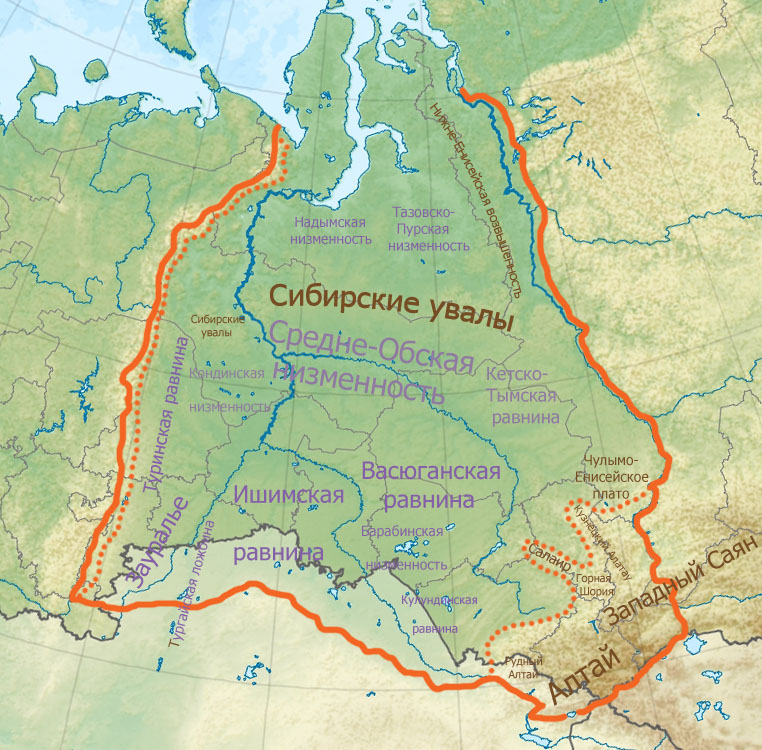
西西伯利亞地圖。巴拉巴草原在南部邊界一帶。

巴拉巴草原，又名巴拉宾斯克草原（俄语：Барабинская низменность），是俄国在西西伯利亚平原重要粮食产地，位置在鄂毕河与额尔齐斯河之间。此处的主要城市是巴拉宾斯克。
55°42′N 78°00′E / 55.7°N 78°E